# 英州 (唐朝)
英州，中国唐朝时设置的州。
唐高宗显庆元年（656年），唐朝分盘州（今贵州省兴义市）设置英州，治所在平夷县（今云南省富源县富村乡），属于戎州都督府。唐玄宗开元五年（717年）改属南宁州都督府。天宝十五载（756年）英州被南诏占领。